# Nnimmo Bassey

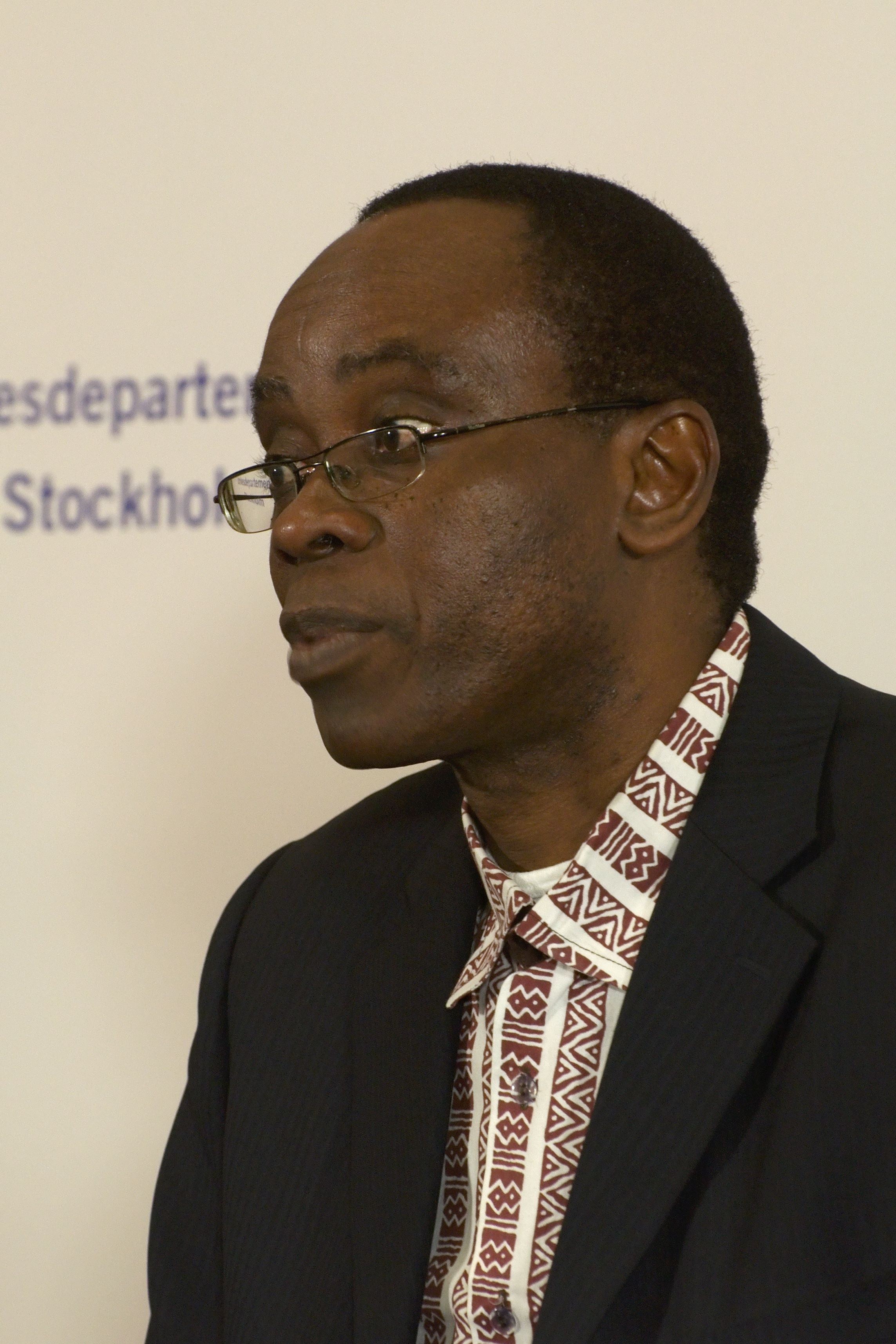
Nnimmo Bassey

Nnimmo Bassey (* 11. Juni 1958) ist ein nigerianischer Dichter und Umweltschützer. Von 1993 bis 2013 war er Leiter von Environmental Rights Action und von 2008 bis 2012 Vorsitzender der Friends of the Earth. Das Time Magazine wählte ihn 2009 zu einem der Heroes of the Environment („Helden der Umwelt“).

## Leben
Bassey ist Architekt und arbeitete zehn Jahre lang im öffentlichen Sektor von Nigeria. In den 1980er Jahren wurde er Vorstandsmitglied einer nigerianischen Bürgerrechtsorganisation. 1993 war er Mitgründer der Environmental Rights Action, einer nigerianischen NGO, die vor allem die Umweltschäden durch die Ölförderung in Nigeria kritisiert. 2008 wurde er zum Vorsitzenden der internationalen Organisation Friends of the Earth gewählt. 2009 wurde ihm,
obwohl er für die UN-Klimakonferenz in Kopenhagen akkreditiert war, dort der Zutritt verwehrt.
2010 erhielt Bassey den Right Livelihood Award (Alternativen Nobelpreis), weil er in seinen Werken versucht habe, die Folgekosten der Ölförderung für die Menschheit zu ermitteln und aufzuzeigen. 2012 wurde er für sein Engagement mit dem Thorolf-Rafto-Gedenkpreis geehrt.

## Veröffentlichungen
- To Cook a Continent: Destructive Extraction and the Climate Crisis in Africa Publisher: Fahamu (Jul 1 2010). ISBN 1-906387-53-2, ISBN 978-1-906387-53-2
- Trade and human rights in the Niger Delta
- SHELL'S FPSO poses serious dangers